# Lusson
Pour les articles homonymes, voir Lusson.
Lusson est une ancienne commune française du département des Pyrénées-Atlantiques. En 1833, la commune fusionne avec Lussagnet pour former la nouvelle commune de Lussagnet-Lusson.

## Géographie
Lusson est un village du Vic-Bilh, située au nord-est du département et de Pau.

## Toponymie
Le toponyme Lusson apparaît sous les formes 
Luyssoo et Lussoo (respectivement 1385 et XIVe siècle, censier de Béarn) et 
Lussun (1777, terrier de Lube).

## Histoire
En 1385, Lusson comptait treize feux et dépendait du bailliage de Lembeye.

## Démographie
| 1793 | 1800 | 1806 | 1821 |
| ---- | ---- | ---- | ---- |
| 164  | 117  | -    | 180  |

## Culture locale et patrimoine

### Patrimoine religieux
L'église Saint-Jacques date partiellement du XIIe siècle. On y trouve du mobilier inscrit à l'Inventaire général du patrimoine culturel.

## Pour approfondir